# El asesino está entre los trece
El asesino está entre los trece és una pel·lícula espanyola de thriller, terror d'influència giallo i ficció criminal del 1973 dirigida per Javier Aguirre Fernández, coautor del guió amb Alberto S. Insúa influït per la novel·la "Ten little niggers" d'Agatha Christie. Fou una de les primeres actuacions destacades de Carmen Maura.

## Sinopsi
S'han complit dos anys de la mort d'un advocat ric i conegut. La seva vídua, Lisa Mandel, celebra una reunió en una casa de camp, amb ajuda del seu majordom Henry, convidant als tretze millors amics del seu difunt marit, amb la intenció de descobrir qui d'ells és l'assassí. A mesura que passin els dies s'esclariran els possibles mòbils que podia tenir cadascun dels convidats, i poc a poc aniran morint d'un en un.

## Repartiment
- Patty Shepard	...	Lisa Mandel
- Simón Andreu...	Harry Stephen
- José María Prada	...	Martin
- Trini Alonso	...	Bertha
- Dyanik Zurakowska		...	Srta. Hoven
- Jack Taylor	...	Harlan
- Paloma Cela	...	Mujer de Jorge
- May Heatherly		...	Sylvia Martin
- Doris Coll 	...	Cecilia Parolli
- Carmen Maura	...	Laura, dona de Guillermo
- Eusebio Poncela...	Francis
- Alberto Fernández	 ...	Jorge
- Eduardo Calvo	 ...	Guillermo
- Paul Naschy... Ernest
- Ramiro Oliveros... Henry

## Premis
Als Premis del Sindicat Nacional de l'Espectacle de 1973 Eduardo Calvo va guanyar el premi al millor actor secundari.